# Dowlais Group
Dowlais Group plc er en britisk metalvirksomhed indenfor bilindustri og pulvermetalindustri.
I 2023 fraspaltede Melrose Industries GKN Automotive og GKN Powder Metallurgy fra GKN under den nye koncern Dowlais Group.